# Espiel
Espiel is een gemeente in de Spaanse provincie Córdoba in de regio Andalusië met een oppervlakte van 437 km². In 2007 telde Espiel 2447 inwoners.

## Demografische ontwikkeling
Bron: INE, 1857-2011: volkstellingen